# Латимер, Уильям (шериф Йоркшира)
Уильям Латимер (англ. William Latimer, умер в 1268) — английский землевладелец, шериф Йоркшира в 1254—1260 и 1266—1267 годах, исчитор земель к северу от Трента в 1258—1265 годах.

## Биография
Уильям происходил из английского рода Латимеров. Его предки во время правления Ричарда I Львиное Сердце поселились в Биллиндже (Йоркшир). Сам Уильям владел землями в Йоркшире и Линкольншире. .
Во время правления Генриха III был королевским чиновником. В 1254—1260 и 1266—1267 годах он занимал должность шерифа Йоркшира. Кроме того, Уильям был исчитором земель к северу от Трента в 1258—1265 года. В декабре 1263 года он был одним из людей, наблюдавших за соблюдением решений французского короля Людовика IX Святого. Во время второй баронской войны Латимер держал сторону Генриха III и упоминается в «Песне баронов» (англ. Song of the Barons).
Уильям женил своих сыновей на двух наследницах Уолтера Ледета, владевшего поместьями в Нортгемптоншире и Бедфордшире. Кроме того, сёстры были наследницами юстициария Генри Брейбрукского. Основные владения унаследовал старший из сыновей, Уильям, женатый на Алисе Ледет. Он стал родоначальником ветви баронов Латимер из Корби. Младший же сын, Джон, женился на Кристиане Ледет, став родоначальником ветви баронов Латимер из Брейбрука.
Уильям умер в 1268 году.

## Брак и дети
Имя жены Уильяма неизвестно. Дети:
- Уильям Латимер (умер в 1304), 1-й барон Латимер из Корби с 1290/1299 года[3].
- Джон Латимер (умер до 1282)[3].
- Джоанна Латимер; муж: Александр Комин[англ.] (умер в 1308), шериф Абердина[англ.] в 1303 и 1305 годах.